# سوکولینه
سوکولینه (به لاتین: Sokolyne) یک منطقهٔ مسکونی در اوکراین است که در شبه‌جزیره کریمه واقع شده‌است. سوکولینه ۱٬۲۵۱ نفر جمعیت دارد و ۲۸۱ متر بالاتر از سطح دریا واقع شده‌است.